# ديديه بوردون
ديديه بوردون (بالفرنسية: Didier Bourdon)‏ هو منتج أفلام وكاتب سيناريو ومخرج وممثل فرنسي، ولد في 23 يناير 1959 بالجزائر في الجزائر.

## أعمال

### أفلام
- (2006) سنة جيدة[4]

## وصلات خارجية
- ديديه بوردون على موقع IMDb (الإنجليزية)
- ديديه بوردون على موقع ألو سيني (الفرنسية)
- ديديه بوردون على موقع ميوزك برينز (الإنجليزية)
- ديديه بوردون على موقع أول موفي (الإنجليزية)
- ديديه بوردون على موقع قاعدة بيانات الأفلام السويدية (السويدية)
- ديديه بوردون على موقع ديسكوغز (الإنجليزية)
- ديديه بوردون على موقع قاعدة بيانات الفيلم (الإنجليزية)
- ديديه بوردون على موقع كينوبويسك (الروسية)